# Озёрное (Астраханская область)
Озёрное — село в Икрянинском районе Астраханской области. Административный центр сельского поселения Озерновский сельсовет.
Население — 653 (2010)

## Физико-географическая характеристика
Село расположено на западе Икрянинского района, в пределах Прикаспийской низменности, являющейся частью Восточно-Европейской равнины, между двумя ильменями Кукшин и Баркас, на высоте 27 метров ниже уровня мирового океана. Для рассматриваемой территории характерен ильменно-бугровой ландшафт, представленный урочищами бэровских бугров и межбугровых понижений, занятых ериками и ильменями. Часть местности заболочена. Почвенный покров комплексный: на буграх Бэра распространены бурые полупустынные почвы, в межбугровых понижениях ильменно-болотные и ильменно-луговые почвы.
Расстояние до столицы Астраханской области города Астрахани составляет 67 км, до районного центра села Икряное — 21 км.
Климат
Климат резко континентальный, крайне засушливый (согласно классификации климатов Кёппена-Гейгера — семиаридный (индекс BSk)). Среднегодовая температура воздуха положительная и составляет + 10,2 °C, средняя температура самого холодного месяца января — 4,5 °С, самого жаркого месяца июля + 25,1 °С. Расчётная многолетняя норма осадков — 226 мм, наименьшее количество осадков выпадает в феврале (12 мм), наибольшее в июне (26 мм).

## История
Дата основания не установлена. На карте генштаба РККА 1941 года обозначено как село Большая Мога.
28 декабря 1943 года калмыцкое население было выселено. После ликвидации Калмыцкой АССР село было включено в состав Астраханской области. По состоянию на 1956 год село относилось к Приволжскому району Астраханской области. Включено в состав Икрянинского района не позднее 1964 года.
В 1965 г. Указом Президиума ВС РСФСР поселок Большая Moгa переименован в Озёрный.
В поздний советский период в селе размещался молочно-бахчеводческий совхоз «Озёрный».

## Население
| 2002 | 2010 |
| ---- | ---- |
| 613  | ↗653 |

Этнический состав в 2002
| Национальность | Численность | Процент |
| -------------- | ----------- | ------- |
| Казахи         | 320         | 51,2%   |
| Русские        | 215         | 34,4%   |
| Калмыки        | 30          | 4,8%    |
| Аварцы         | 20          | 3,2%    |
| Татары         | 16          | 2,56%   |
| Чеченцы        | 9           | 1,44%   |
| Осетины        | 5           | 0,8%    |
| Украинцы       | 4           | 0,64%   |
| Ногайцы        | 3           | 0,48%   |
| Таджики        | 3           | 0,48%   |
| Всего          | 625         | 100%    |

Этнический состав в 2010
| Национальность | Численность | Процент |
| -------------- | ----------- | ------- |
| Русские        | 309         | 47%     |
| Казахи         | 259         | 39,4%   |
| Калмыки        | 29          | 4,4%    |
| Аварцы         | 20          | 3%      |
| Татары         | 14          | 2,1%    |
| Мордва         | 4           | 0,6%    |
| Украинцы       | 4           | 0,6%    |
| Не указана     | 15          | 2,3%    |
| Всего          | 657         | 100%    |